# ATP Tour World Championships 1990 - Doppio
Il doppio del torneo di tennis ATP Tour World Championships 1990, facente parte dell'ATP Tour, ha avuto come vincitori Guy Forget e Jakob Hlasek che hanno battuto in finale 6–4, 7–6(5), 5–7, 6–4  Sergio Casal e Emilio Sánchez.

## Tabellone

### Legenda
| - Q = Qualificato - WC = Wild card - LL = Lucky loser | - ALT = Alternate - SE = Special Exempt - PR = Protected Ranking | - w/o = Walkover - r = Ritirato - d = Squalificato |

### Finali
|  | Semifinali                    | Semifinali                    | Semifinali | Semifinali | Semifinali | Semifinali | Semifinali |  |  | Finale                      | Finale                      | Finale                      | Finale | Finale | Finale | Finale |  |
|  |                               |                               |            |            |            |            |            |  |  |                             |                             |                             |        |        |        |        |  |
|  | Guy Forget Jakob Hlasek       | Guy Forget Jakob Hlasek       | 3          | 4          | 6          | 7          | 6          |  |  |                             |                             |                             |        |        |        |        |  |
|  | Scott Davis David Pate        | Scott Davis David Pate        | 6          | 6          | 4          | 6          | 4          |  |  | Guy Forget Jakob Hlasek     | Guy Forget Jakob Hlasek     | Guy Forget Jakob Hlasek     | 6      | 7      | 5      | 6      |  |
|  | Grant Connell Glenn Michibata | Grant Connell Glenn Michibata | 4          | 7          | 4          | 7          | 3          |  |  | Sergio Casal Emilio Sánchez | Sergio Casal Emilio Sánchez | Sergio Casal Emilio Sánchez | 4      | 65     | 7      | 4      |  |
|  | Sergio Casal Emilio Sánchez   | Sergio Casal Emilio Sánchez   | 6          | 6          | 6          | 6          | 6          |  |  |                             |                             |                             |        |        |        |        |  |

### Gruppo A
|  |                               | Forget Hlasek | Aldrich Visser | Cahill Kratzmann | Connell Michibata | RR W?L | Set W?L | Game W?L | Classifica |
|  | Guy Forget Jakob Hlasek       |               | 6–3, 7–5       | 6–2, 7–6         | 7–6, 6–3          | 3–0    | 6–0     | 39–25    | 1          |
|  | Pieter Aldrich Danie Visser   | 3–6, 5–7      |                | 6–2, 6–4         | 2–6, 6–7          | 1–2    | 2–4     | 28–32    | 3          |
|  | Darren Cahill Mark Kratzmann  | 2–6, 6–7      | 2–6, 4–6       |                  | 4–6, 7–5, 4–6     | 0–3    | 1–6     | 29–42    | 4          |
|  | Grant Connell Glenn Michibata | 6–7, 3–6      | 6–2, 7–6       | 6–4, 5–7, 6–4    |                   | 2–0    | 4–3     | 39–32    | 2          |

La classifica viene stilata in base ai seguenti criteri: 1) Numero di vittorie; 2) Numero di partite giocate; 3) Scontri diretti (in caso di due giocatori pari merito ); 4) Percentuale di set vinti o di games vinti (in caso di tre giocatori pari merito ); 5) Decisione della commissione.

### Gruppo B
|  |                             | Casal Sánchez | Broad Muller  | Davis Pate    | Leach Pugh    | RR W?L | Set W?L | Game W?L | Classifica |
|  | Sergio Casal Emilio Sánchez |               | 6–7, 6–3, 7–6 | 6– 3, 7–6     | 4–6, 2–6      | 2–1    | 4–3     | 38–37    | 1          |
|  | Neil Broad Gary Muller      | 7–6, 3–6, 6–7 |               | 2–6, 2–6      | 6–7, 6–4, 7–6 | 1–2    | 3–5     | 39–48    | 4          |
|  | Scott Davis David Pate      | 3–6, 6–7      | 6–2, 6–2      |               | 7–6, 3–6, 6–4 | 2–1    | 4–3     | 37–33    | 2          |
|  | Rick Leach Jim Pugh         | 6–4, 6–2      | 7–6, 4–6, 6–7 | 6–7, 6–3, 4–6 |               | 1–2    | 4–4     | 45–41    | 4          |

La classifica viene stilata in base ai seguenti criteri: 1) Numero di vittorie; 2) Numero di partite giocate; 3) Scontri diretti (in caso di due giocatori pari merito ); 4) Percentuale di set vinti o di games vinti (in caso di tre giocatori pari merito ); 5) Decisione della commissione.